# 李載覚
李 載覚（り・さいかく、イ・ジェガク、朝鮮語:이재각、1874年4月4日（旧暦2月18日） - 1935年5月11日）は、李氏朝鮮末期から大韓帝国期の政治家。宣祖の九男慶昌君李珘の10世の子孫にあたる。

## 生涯
完平君李昇応の三男として漢城府に生まれる。光緒17年（1891年）に式年文科に丙科で合格した。以降は秘書監左書郎、中枢院三等議官、侍講院侍読官などを経て、光武3年（1899年）には皇太子侍講院副詹事、弘文館副学士となった。同年に義陽君に進封された後、宮内府特進官に補任された。
光武6年（1902年）にイギリス特命全権大使に任命され、エドワード7世の戴冠式に参席した。
帰国後の光武9年（1905年）には宗正院卿及び日本国特命全権大使となり、7月には韓国赤十字社の初代総裁に就任した。在任中は勲一等太極章をはじめ、大勲李花章・瑞鳳章・大勲金尺章を授与され、日本からも勲一等旭日桐花大綬章を授与された。
日韓併合条約締結後の1910年（明治43年）10月16日に、朝鮮貴族として侯爵に列せられた。

## 死後の評価
2002年に発表された親日派708人名簿と、2005年民族問題研究所で親日人名辞書に収録するために整理した親日人名辞書収録予定者1次名簿に選定された。2007年に親日反民族行為真相糾明委員会が発表した「親日反民族行為195人名簿」にも選定されている。

## 栄典
位階
- 1931年（昭和6年）1月16日 - 正三位[1]

勲章等
- 1907年1月21日 - 大勲位瑞星大綬章[2]
- 1905年3月19日 - 大勲位李花大綬章[3]
- 1909年（明治42年）4月18日 - 皇太子渡韓記念章[4]
- 1910年8月27日 - 大勲位金尺大綬章[5]
- 太極章
- 1915年（大正4年）11月10日 - 大礼記念章[6]